# Hindrik Edema van der Tuuk
Hindrik Edema van der Tuuk (Usquert, 6 september 1839 - Amsterdam, 28 december 1914) was een Nederlandse predikant.

## Leven en werk
Van der Tuuk was een zoon van Lambertus van der Tuuk en Derkje Tjaards Edema. Hij werd met naam en toenaam vernoemd naar een oom van moederskant, Hindrik Edema. Van der Tuuk werd in 1858 als student godgeleerdheid ingeschreven aan de Groninger Hogeschool. Hij promoveerde in 1868 op een dissertatie over theoloog Johannes Bogerman. Hij was predikant in Noordwolde (1868), Kimswerd (1879) en Watergang (1884). Hij was mede verantwoordelijk voor de ontwikkeling van de rotanindustrie in Noordwolde. Hij zorgde ervoor dat een Duitse leermeester naar Nederland kwam, om de bevolking in plaats van mandjes ook te leren om rotanstoelen te maken.
Dr. Van der Tuuk trouwde in 1871 met Ida Helena Junius (1848-1919), dochter van dr. Franciscus Johannes Jacobus Albertus Junius en Anna Maria Titia Viëtor. Uit dit huwelijk onder anderen beeldhouwer Lambertus Franciscus Edema van der Tuuk.